# Madagaszkár a 2004. évi nyári olimpiai játékokon
Madagaszkár a görögországi Athénban megrendezett 2004. évi nyári olimpiai játékok egyik részt vevő nemzete volt. Az országot az olimpián 5 sportágban 9 sportoló képviselte, akik érmet nem szereztek.

## Atlétika
Férfi
| Versenyző                    | Versenyszám | Előfutam | Előfutam | Előfutam | Negyeddöntő | Negyeddöntő | Negyeddöntő | Elődöntő | Elődöntő | Elődöntő | Döntő   | Döntő    |
| Versenyző                    | Versenyszám | Idő      | Hely.    | Össz.    | Idő         | Hely.       | Össz.       | Idő      | Hely.    | Össz.    | Idő     | Helyezés |
| ---------------------------- | ----------- | -------- | -------- | -------- | ----------- | ----------- | ----------- | -------- | -------- | -------- | ------- | -------- |
| Joseph-Berlioz Randriamihaja | 110 m gát   | 13,46    | 5.       | 18.      | 13,64       | 5.          | 23.*        | kiesett  | kiesett  | kiesett  | kiesett | kiesett  |

Női
| Versenyző           | Versenyszám | Előfutam | Előfutam | Előfutam | Elődöntő | Elődöntő | Elődöntő | Döntő   | Döntő    |
| Versenyző           | Versenyszám | Idő      | Hely.    | Össz.    | Idő      | Hely.    | Össz.    | Idő     | Helyezés |
| ------------------- | ----------- | -------- | -------- | -------- | -------- | -------- | -------- | ------- | -------- |
| Rosa Rakotozafy     | 100 m gát   | 13,67    | 7.       | 32.      | kiesett  | kiesett  | kiesett  | kiesett | kiesett  |
| Clarisse Rasoarizay | Maraton     |          |          |          |          |          |          | 2:48,14 | 43.      |

* - egy másik versenyzővel azonos időt ért el

## Cselgáncs
Női
| Versenyző                 | Versenyszám | Selejtező                     | Nyolcaddöntő      | Negyeddöntő       | Elődöntő          | Vigaszág első kör | Vigaszág negyeddöntő | Vigaszág elődöntő | Bronz- mérkőzés   | Döntő             | Helyezés    |
| Versenyző                 | Versenyszám | Ellenfél Eredmény             | Ellenfél Eredmény | Ellenfél Eredmény | Ellenfél Eredmény | Ellenfél Eredmény | Ellenfél Eredmény    | Ellenfél Eredmény | Ellenfél Eredmény | Ellenfél Eredmény | Helyezés    |
| ------------------------- | ----------- | ----------------------------- | ----------------- | ----------------- | ----------------- | ----------------- | -------------------- | ----------------- | ----------------- | ----------------- | ----------- |
| Naina Cecilia Ravaoarisoa | Harmatsúly  | Ilse Heylen (BEL) · 0000-0200 | kiesett           | kiesett           | kiesett           |                   |                      |                   |                   |                   | helyezetlen |

## Ökölvívás
| Versenyző             | Versenyszám | Selejtező               | Nyolcaddöntő      | Negyeddöntő       | Elődöntő          | Döntő             | Helyezés    |
| Versenyző             | Versenyszám | Ellenfél Eredmény       | Ellenfél Eredmény | Ellenfél Eredmény | Ellenfél Eredmény | Ellenfél Eredmény | Helyezés    |
| --------------------- | ----------- | ----------------------- | ----------------- | ----------------- | ----------------- | ----------------- | ----------- |
| Lalaina Rabenarivo    | Papírsúly   | Hom Muvon (KOR) · RSC   | kiesett           | kiesett           | kiesett           | kiesett           | 17.         |
| George Rakotoarimbelo | Légsúly     | Fuad Aslanov (AZE) · WO | kiesett           | kiesett           | kiesett           | kiesett           | helyezetlen |

RSC - a játékvezető megállította a mérkőzést

WO - nem indult

## Tenisz
Női
| Versenyző          | Versenyszám | 64-es főtábla                         | 32-es főtábla     | Nyolcaddöntő      | Negyeddöntő       | Elődöntő          | Bronz- mérkőzés   | Döntő             | Helyezés |
| Versenyző          | Versenyszám | Ellenfél Eredmény                     | Ellenfél Eredmény | Ellenfél Eredmény | Ellenfél Eredmény | Ellenfél Eredmény | Ellenfél Eredmény | Ellenfél Eredmény | Helyezés |
| ------------------ | ----------- | ------------------------------------- | ----------------- | ----------------- | ----------------- | ----------------- | ----------------- | ----------------- | -------- |
| Dally Randriantefy | Egyes       | Tetyana Perebijnyisz (UKR) · 3-6, 4-6 | kiesett           | kiesett           | kiesett           | kiesett           | kiesett           | kiesett           | 33.      |

## Úszás
Férfi
| Versenyző             | Versenyszám | Előfutam | Előfutam | Előfutam | Elődöntő | Elődöntő | Elődöntő | Döntő   | Döntő    |
| Versenyző             | Versenyszám | Idő      | Hely.    | Össz.    | Idő      | Hely.    | Össz.    | Idő     | Helyezés |
| --------------------- | ----------- | -------- | -------- | -------- | -------- | -------- | -------- | ------- | -------- |
| Jean-Luc Razakarivony | 100 m mell  | 1:07,74  | 6.       | 54.      | kiesett  | kiesett  | kiesett  | kiesett | kiesett  |

Női
| Versenyző                   | Versenyszám | Előfutam | Előfutam | Előfutam | Elődöntő | Elődöntő | Elődöntő | Döntő   | Döntő    |
| Versenyző                   | Versenyszám | Idő      | Hely.    | Össz.    | Idő      | Hely.    | Össz.    | Idő     | Helyezés |
| --------------------------- | ----------- | -------- | -------- | -------- | -------- | -------- | -------- | ------- | -------- |
| Aina Andriamanjatoarimanana | 50 m gyors  | 29,35    | 2.       | 56.      | kiesett  | kiesett  | kiesett  | kiesett | kiesett  |